# ウェッツェル郡 (ウェストバージニア州)
ウェッツェル郡（英: Wetzel County）は、アメリカ合衆国ウェストバージニア州の北部に位置する郡である。2010年国勢調査での人口は16,583人であり、2000年の17,693人から6.3%減少した。郡庁所在地はニューマーティンズビル市（人口5,366人）であり、同郡で人口最大の都市でもある。ウェッツェル郡の北側郡境がメイソン＝ディクソン線に一致している。ウェッツェル郡は1846年に設立され、郡名は有名なフロンティア開拓者のインディアンだったルイス・ウェッツェルに因んで名付けられた。

## 地理

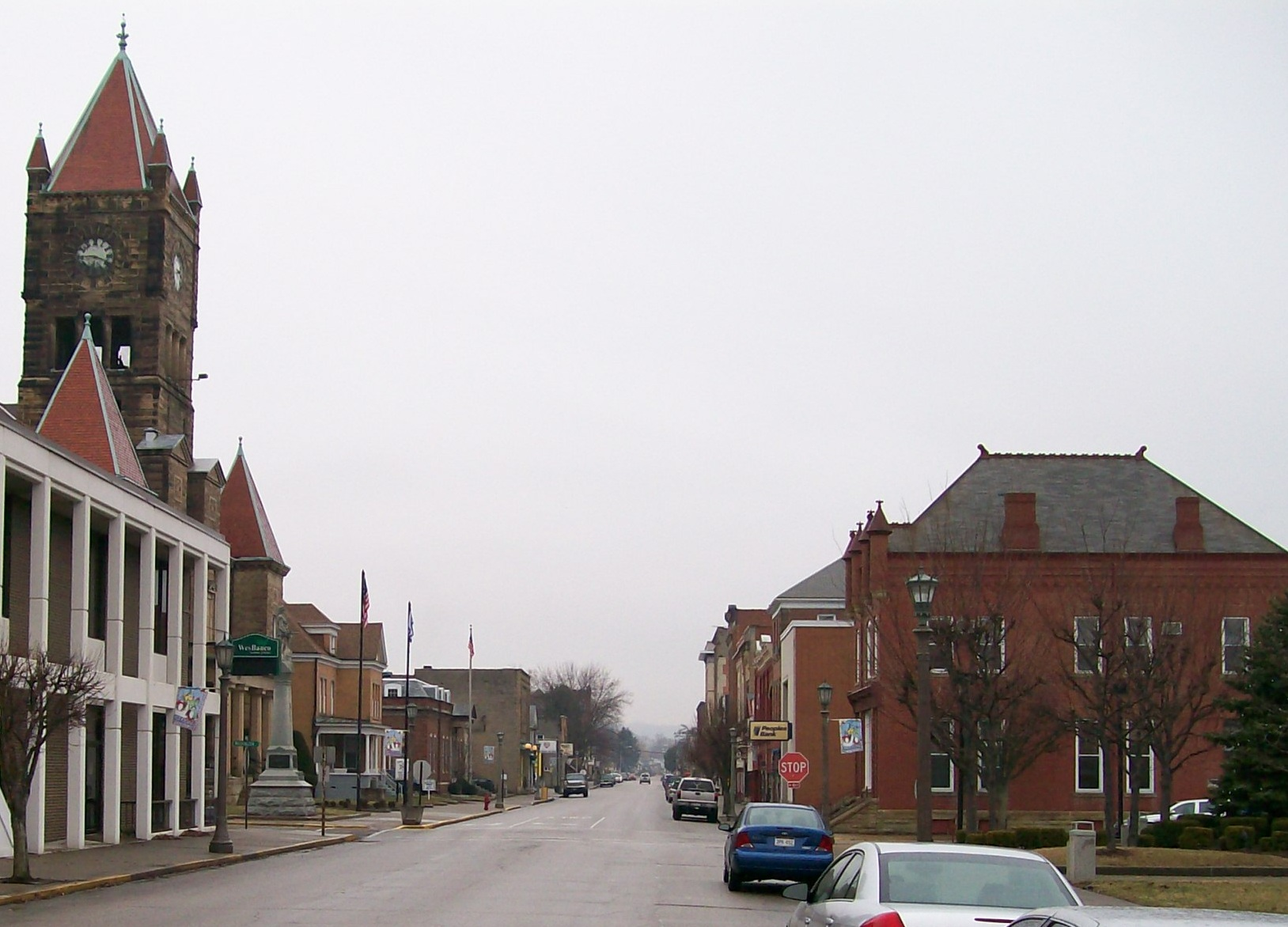
ニューマーティンズビル歴史的街区

アメリカ合衆国国勢調査局に拠れば、郡域全面積は361平方マイル (936 km2)であり、このうち陸地359平方マイル (930 km2)、水域は2平方マイル (6 km2)で水域率は0.59%である。

### 主要高規格道路
- アメリカ国道250号線
- ウェストバージニア州道2号線
- ウェストバージニア州道7号線
- ウェストバージニア州道180号線
- ウェストバージニア州道20号線
- ウェストバージニア州道69号線

### 隣接する郡
- マーシャル郡 - 北
- グリーン郡 (ペンシルベニア州) - 北東
- モノンガリア郡、マリオン郡 - 東
- ハリソン郡 - 南東
- ドッドリッジ郡 - 南
- タイラー郡 - 南西
- モンロー郡 (オハイオ州) - 西

### 国立保護地域
- オハイオ川諸島国立野生生物保護区（部分）

## 人口動態
以下は2000年国勢調査による人口統計データである。
| 基礎データ - 人口: 17,693人 - 世帯数: 7,164 世帯 - 家族数: 5,079 家族 - 人口密度: 19人/km2（49人/mi2） - 住居数: 8,313軒 - 住居密度: 9軒/km2（23軒/mi2） 人種別人口構成 - 白人: 98.92% - アフリカン・アメリカン: 0.08% - ネイティブ・アメリカン: 0.10% - アジア人: 0.32% - 太平洋諸島系: 0.02% - その他の人種: 0.03% - 混血: 0.53% - ヒスパニック・ラテン系: 0.42% 年齢別人口構成 - 18歳未満: 23.8% - 18-24歳: 6.8% - 25-44歳: 26.5% - 45-64歳: 26.8% - 65歳以上: 16.2% - 年齢の中央値: 40歳 - 性比（女性100人あたり男性の人口） - 総人口: 94.3 - 18歳以上: 91.2 | 世帯と家族（対世帯数） - 18歳未満の子供がいる: 30.2% - 結婚・同居している夫婦: 57.7% - 未婚・離婚・死別女性が世帯主: 9.3% - 非家族世帯: 29.1% - 単身世帯: 25.7% - 65歳以上の老人1人暮らし: 12.8% - 平均構成人数 - 世帯: 2.45人 - 家族: 2.92人 収入と家計 - 収入の中央値 - 世帯: 30,935米ドル - 家族: 36,793米ドル - 性別 - 男性: 37,296米ドル - 女性: 19,339米ドル - 人口1人あたり収入: 16,818米ドル - 貧困線以下 - 対人口: 19.8% - 対家族数: 15.3% - 18歳未満: 26.6% - 65歳以上: 15.2% |

## 地元の伝承
19世紀の半ばから後半、伝説のジェイムズ・ギャングに似た1集団がジェニングス・ギャングと呼ばれて存在していた。このギャングには多くの強盗や殺人が結びつけられている。ターパンリッジに近いドゥーリンラン水源近くに居たと言われている。彼等が居た家には逃亡用のトンネルがあり、何度か逮捕を免れるために使われた。「レッドマン」と呼ばれる地元民集団がこの家でギャングを追いつめ、多くの者が殺された。その詳細は1900年頃に書かれたウェッツェル郡史に詳しい。
郡内最古の油井はドゥーリンランに近いロングラン沿いで掘削されたものであり、深さは360フィート (110 m) に達していた。
ウェッツェル郡には石油とガスを生産した長い歴史がある。19世紀の石油ブームでは、プロクター・クリーク流域に、数多い木樵や油田労働者を収容するために12の酒場と多くの宿泊所があったと報告されている。

## 都市と町

### 法人化市と町
- ニューマーティンズビル市 - 郡庁所在地
- ペイデンシティ市（部分）
- パイングローブ町
- スミスフィールド町
- ハンドレッド町

次のリストは郡内の未編入町であるが、これで全てではない。

### 未編入の町
| - ビービー - ビッグラン - バートン - コバーン - アーンショー - フォルサム | - ヘイスティングス - ジャクソンバーグ - ノブフォーク - リトルトン - モード - ポーターズフォールズ | - プロクター - リーダー - ロックポート - ワイリービル |